# 芦北町立女島小学校
芦北町立女島小学校（あしきたちょうりつ めしましょうがっこう）は、熊本県葦北郡芦北町にあった公立小学校。

## 沿革
- 1877年（明治10年） - 湯浦小学校女島支校設置。
- 1905年（明治38年）- 女島尋常小学校となる。
- 1941年（昭和16年） - 女島国民学校と改称。
- 1947年（昭和22年） - 湯浦村立女島小学校と改称。
- 1951年（昭和26年） - 湯浦町立女島小学校と改称。
- 1970年（昭和45年） - 芦北町立女島小学校と改称
- 2005年（平成17年）3月 - 芦北町立湯浦小学校へ統合